# Julius Schaub
Julius Schaub (ur. 20 sierpnia 1898 w Monachium, zm. 27 grudnia 1967 w Monachium) – adiutant osobisty Adolfa Hitlera, określany złośliwie „totumfackim” Hitlera, SS-Obergruppenführer. 

## Życiorys
Z zawodu drogista. Po służbie wojskowej odbytej w okresie I wojny światowej w charakterze sanitariusza, zatrudniony w Głównym Urzędzie Zaopatrzenia Bawarii. Od 1920 członek NSDAP. Aktywny uczestnik puczu monachijskiego w listopadzie 1923. Po nieudanej próbie ucieczki do Austrii uwięziony w więzieniu Landsberg wraz z Adolfem Hitlerem.
Od 1925 adiutant Hitlera, zatrudniony przez niego prywatnie, potem etatowy pracownik osobistej adiutantury Führera.
22 kwietnia 1945 na polecenie Adolfa Hitlera opuścił bunkier pod Starą Kancelarią Rzeszy z poleceniem unicestwienia „pamiątek” po wodzu. Po przybyciu najpierw do mieszkania Hitlera w Monachium, potem zaś do Berghofu opróżnił sejfy Adolfa Hitlera i spalił ich zawartość. Były to głównie szkice architektoniczne, akta, dokumenty strategiczne, książki, akwarele, drobiazgi po Geli Raubal, w tym korespondencję. Wbrew obiegowym opiniom, nie było tam żadnych „pamiętników Hitlera”. Kilkadziesiąt akwareli z Berghofu wykradła ukradkiem i ocaliła przed spaleniem sekretarka Hitlera Christa Schroeder.
27 kwietnia 1945 Schaub spowodował wysadzenie w powietrze pociągu specjalnego Führera ukrytego w tym czasie w Zell am See i Mallnitz w Austrii.
8 maja 1945 zatrzymany w Kitzbühel w Austrii przez agentów kontrwywiadu USA – 36. oddział CIC i internowany przez okres niemal 4 lat. Po zwolnieniu powrócił do zawodu. Został pochowany na Cmentarzu Wschodnim w Monachium.